# Circuncisión de Jesús (Zurbarán)
Circuncisión de Jesús es el tema de un cuadro de Francisco de Zurbarán, que compone la referencia 123 en el catálogo razonado y crítico, realizado por Odile Delenda, historiadora del arte especializada en este pintor.

## Tema de la obra
La circuncisión —rito de la ley mosaica— se realizaba el octavo día después del nacimiento de un varón, asociado a la imposición de su nombre por parte del padre. De entre los evangelios canónicos, solo Lucas menciona la circuncisión de Jesús.

### Iconografía
Este episodio no ha sido muy tratado en el arte cristiano, al ser considerado un ritual desagradable y obsoleto, felizmente substituido por el bautismo. La mayoría de exégetas lo situaban en el mismo pesebre de Belén, teniendo como oficiante a José de Nazaret. En el siglo XVII, Francisco Pacheco recomendaba representar no el acto en si, sino a la Virgen consolando al Niño después del ritual, en el mismo pesebre, pero los artistas generalmente prefirieron disponer los personajes en una sinagoga, acentuado el decoro, y muy de acuerdo a las normas derivadas de la contrarreforma.
Los comitentes debieron pedir a Zurbarán una descripción realista, exaltando la obediencia, uno de los votos monásticos de los cartujos.

## Análisis de la obra

### Datos técnicos y registrales
- Originariamente, en el compartimento de la derecha del segundo cuerpo del retablo del altar mayor de la cartuja de Jerez de la Frontera.[5]
- Actualmente en el Museo de Grenoble (Inv. n° 562)
- Pintura al óleo sobre lienzo, 263 x 175 cm;[6]
- Firmado y fechado, abajo en el centro: Franco de Zur barán faci/1639;
- Catalogado por Odile Delenda con el número 123, y por Tiziana Frati con el 255.[7]

### Descripción de la obra
La composición está ordenada con unas formas claramente inteligibles. A la crudeza del acto se opone el inmovilismo de los personajes, cuyas cabezas forman un círculo, de donde parece salir la gran columna —sobre un pedestal— tan frecuente en los lienzos de Zurbarán.
El Niño Jesús es representado desnudo, en el centro de la composición. Está sobre una especie de altar, sostenido por el sumo sacerdote, que viste de azul oscuro y tiene sus manos veladas por una estola violeta. El mohel, que lleva a cabo la intervención, lleva también un fastuoso indumento. A las magníficas vestiduras de estos dos sacerdotes se contraponen los sencillos vestidos de los acólitos, algunos con gorro frigio. San José queda solo a la derecha, en actitud de recogimiento. Al igual que en La Natividad, Zurbarán representa a un mancebo, que invita al espectador a entrar en la escena. Lleva una suntuosa jarra en una bandeja, quizás una alusión al agua bautismal que substitute a la circuncisión.
El colorido es menos intenso que el de los otros lienzos del retablo, basándose en blancos, grises y verdes, con algunos retazos de rojo y ocre. El pórtico del fondo, fuertemente iluminado, produce un efecto de penumbra y contraluz, evocando los patios del renacimiento sevillano.

## Procedencia
1. Cartuja de Jerez de la Frontera, 1638/40-1810;
2. París, Musée Napoleon, 1813-1815 (inv. 1813, n° 381);
3. Madrid, Real Museo, 1815-1816 (en caja);
4. Monasterio de Santa María de El Paular, 1817-1819 (?);
5. Madrid, Real Academia de Bellas Artes de San Fernando, 1819-1824;
6. Real Academia Provincial de Bellas Artes de Cádiz, diciembre de 1835-junio de 1837;
7. Vendido en 80.000 reales al barón Taylor por José Cuesta de Sevilla por intermediación de Antonio Mesa, 20 de junio de 1837;
8. Real Orden autorizando la venta, 9 de julio de 1837;
9. París, Galería española de Luis Felipe, 1838-1848, nº 329 (1), nº 339 (4);
10. París, almacenes del Louvre, 1848-1850;
11. Londres, Christie’s, venta Louis-Philippe, 7 de mayo de 1853, nº 140,
12. Comprado por Colnaghi para el duque de Montpensier (1.700 £ los cuatro lienzos procedentes del retablo);
13. Palacio de San Telmo, Sevilla;,
14. Colección duques de Montpensier 1853-1873;
15. Boston, Atheneum, 1874-1876;
16. Sevilla, Palacio de San Telmo, 1876-1897;
17. Palacio de Villamanrique de la Condesa, colección de la condesa de París, 1897-1900;
18. París, marchante Féral, 1900-1901;
19. Vendido al coronel de Beylié en mayo de 1901 (5.000 FF);
20. Donado al Museo de Grenoble en junio de 1901.[11]